# Paul Trappen
Paul Trappen (1887-1957) foi um lutador e levantador de peso alemão, que ganhou a reputação de homem mais forte do mundo por volta de 1915.

## Vida
Paul Trappen nasceu em 1887 para Ackerers. Como aprendiz de açougueiro, mudou-se para Trier, onde viveu até sua morte. Em 1911, Trappen casou-se com Susanna Dier, filha de um pedreiro de Trier. As filhas de Trappen, Anna e Katharina, e seu filho Josef emergiram do casamento. Na década de 1920, ele começou a ganhar a vida como estalajadeiro.

## Carreira Profissional
Em 1913, Trappen havia estabelecido a reputação de ser o lutador mais forte do sudoeste alemão. Depois de vencer o campeonato alemão de levantamento de peso, o circo americano Barnum e Bailey o contratou, mas a Primeira Guerra Mundial impediu o início da carreira de Trappen no circo.

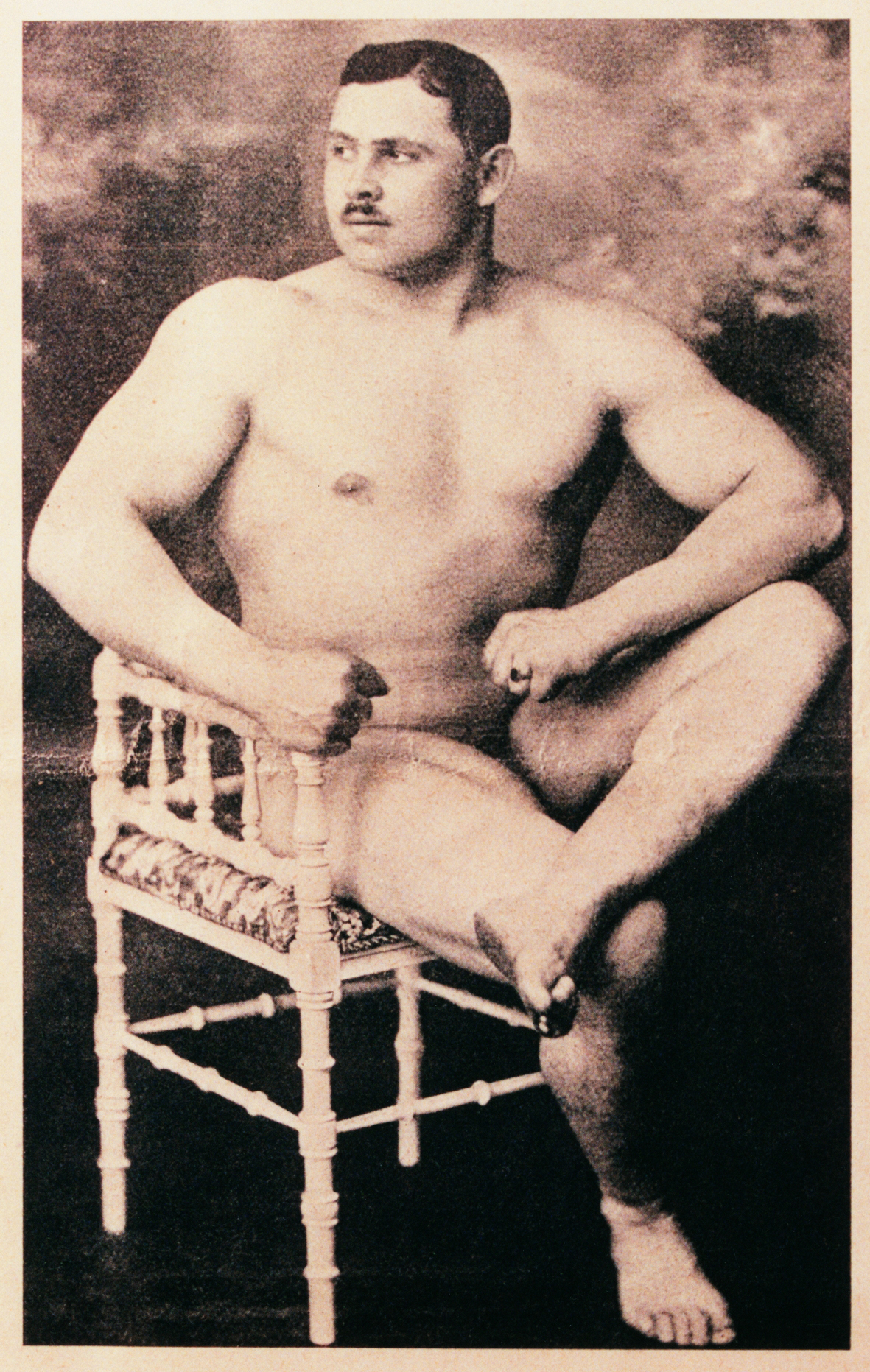
Paul Trappen em um Nu artistico.

Após a Primeira Guerra Mundial, ele apareceu em shows de variedades em vários lugares por vários anos, realizando grandes feitos de força. Ele estabeleceu um recorde mundial levantando 32 pessoas (47,4 cem pesos ou mais de 1.500 kg ou 3.300 lb) sentadas em uma prancha com as pernas enquanto estava deitado de costas.
Seu feito mais conhecido foi quando ele subiu em um andaime e levantou uma plataforma segurando dois bois adultos (peso total: 2.064 kg ou 4.550 lb) com quase meio metro de altura em uma corrente de ferro.
Ele ganhou o campeonato europeu de levantamento pesado em 1924.
Embora Trappen tenha superado as proezas de força dos campeões olímpicos, ele foi impedido de competir nas Olimpíadas porque foi considerado profissional devido ao seu contrato com o circo Barnum e Bailey. Paul Trappen manteve sua reputação como o homem mais forte do mundo por mais tempo do que qualquer outro atleta.